# Arno Arthur Wachmann
Arno Arthur Wachmann je nemški astronom, * 8. marec 1902, Hamburg, Nemčija, † 24. julij 1990, Hamburg, Nemčija.

## Delo
Študiral je astronomijo na Univerzi v Kielu. V letu 1926 je zaključil študij z dizertacijo o lastnem gibanju zvezd.
Deloval je na Observatoriju Bergedof blizu Hamburga. 
Skupaj z Karlom Arnoldom Schwassmannom je odkril periodične komete 29P/Schwassmann-Wachmann, 31P/Schwassmann-Wachmann in 73P/Schwassmann-Wachmann. 
Odkril je tudi tri asteroide.